# Arrondissement de Mirande
L'arrondissement de Mirande est une division administrative française, située dans le département du Gers et la région Occitanie.

## Composition

### Composition avant 2015
Liste des cantons de l'arrondissement de Mirande :
- canton d'Aignan ;
- canton de Marciac ;
- canton de Masseube ;
- canton de Miélan ;
- canton de Mirande ;
- canton de Montesquiou ;
- canton de Plaisance ;
- canton de Riscle.

### Découpage communal depuis 2015
Depuis 2015, le nombre de communes des arrondissements varie chaque année soit du fait du redécoupage cantonal de 2014 qui a conduit à l'ajustement de périmètres de certains arrondissements, soit à la suite de la création de communes nouvelles. Le nombre de communes de l'arrondissement de Mirande est ainsi de 150 en 2015, 150 en 2016, 166 en 2017 et 165 en 2019.
Au 1er janvier 2024, l'arrondissement groupe les 165 communes suivantes :
1. Aignan
2. Arblade-le-Bas
3. Armentieux
4. Armous-et-Cau
5. Arrouède
6. Aujan-Mournède
7. Aurensan
8. Aussos
9. Aux-Aussat
10. Avéron-Bergelle
11. Barcelonne-du-Gers
12. Barcugnan
13. Barran
14. Bars
15. Bassoues
16. Bazugues
17. Beaumarchés
18. Beccas
19. Bellegarde
20. Belloc-Saint-Clamens
21. Berdoues
22. Bernède
23. Betplan
24. Bézues-Bajon
25. Blousson-Sérian
26. Boucagnères
27. Bouzon-Gellenave
28. Le Brouilh-Monbert
29. Cabas-Loumassès
30. Cahuzac-sur-Adour
31. Castelnau-d'Anglès
32. Castelnavet
33. Castex
34. Caumont
35. Cazaux-Villecomtal
36. Chélan
37. Clermont-Pouyguillès
38. Corneillan
39. Couloumé-Mondebat
40. Courties
41. Cuélas
42. Duffort
43. Durban
44. Esclassan-Labastide
45. Estampes
46. Estipouy
47. Faget-Abbatial
48. Fustérouau
49. Galiax
50. Gée-Rivière
51. Goux
52. Haget
53. Haulies
54. Idrac-Respaillès
55. L'Isle-de-Noé
56. Izotges
57. Jû-Belloc
58. Juillac
59. Laas
60. Labarthe
61. Labarthète
62. Labéjan
63. Ladevèze-Rivière
64. Ladevèze-Ville
65. Lagarde-Hachan
66. Laguian-Mazous
67. Lalanne-Arqué
68. Lamaguère
69. Lamazère
70. Lannux
71. Lasséran
72. Lasserrade
73. Lasseube-Propre
74. Laveraët
75. Lelin-Lapujolle
76. Loubersan
77. Lourties-Monbrun
78. Louslitges
79. Loussous-Débat
80. Malabat
81. Manas-Bastanous
82. Manent-Montané
83. Marciac
84. Margouët-Meymes
85. Marseillan
86. Mascaras
87. Masseube
88. Maulichères
89. Maumusson-Laguian
90. Meilhan
91. Miélan
92. Miramont-d'Astarac
93. Mirande
94. Monbardon
95. Moncassin
96. Monclar-sur-Losse
97. Moncorneil-Grazan
98. Monferran-Plavès
99. Monlaur-Bernet
100. Monlezun
101. Monpardiac
102. Montaut
103. Mont-d'Astarac
104. Mont-de-Marrast
105. Montégut-Arros
106. Montesquiou
107. Monties
108. Mouchès
109. Orbessan
110. Ornézan
111. Pallanne
112. Panassac
113. Plaisance
114. Ponsampère
115. Ponsan-Soubiran
116. Pouydraguin
117. Pouylebon
118. Pouy-Loubrin
119. Préchac-sur-Adour
120. Projan
121. Ricourt
122. Riscle
123. Sabazan
124. Sadeillan
125. Saint-Arroman
126. Saint-Aunix-Lengros
127. Sainte-Aurence-Cazaux
128. Saint-Blancard
129. Saint-Christaud
130. Sainte-Dode
131. Saint-Élix-Theux
132. Saint-Germé
133. Saint-Jean-le-Comtal
134. Saint-Justin
135. Saint-Martin
136. Saint-Maur
137. Saint-Médard
138. Saint-Michel
139. Saint-Mont
140. Saint-Ost
141. Samaran
142. Sansan
143. Sarcos
144. Sarragachies
145. Sarraguzan
146. Sauviac
147. Scieurac-et-Flourès
148. Ségos
149. Seissan
150. Sembouès
151. Sère
152. Tachoires
153. Tarsac
154. Tasque
155. Termes-d'Armagnac
156. Tieste-Uragnoux
157. Tillac
158. Tourdun
159. Traversères
160. Troncens
161. Vergoignan
162. Verlus
163. Viella
164. Villecomtal-sur-Arros
165. Viozan

## Démographie
En 2022, l'arrondissement comptait 41 204 habitants.
| 1968   | 1975   | 1982   | 1990   | 1999   | 2006   | 2011   | 2016   | 2021   |
| ------ | ------ | ------ | ------ | ------ | ------ | ------ | ------ | ------ |
| 41 505 | 38 675 | 38 268 | 37 480 | 36 683 | 37 795 | 38 234 | 42 285 | 41 316 |

| 2022   | - | - | - | - | - | - | - | - |
| ------ | - | - | - | - | - | - | - | - |
| 41 204 | - | - | - | - | - | - | - | - |

## Sous-préfets
| Période          | Période           | Identité                          | Fonction précédente | Observation                                                                     |
| ---------------- | ----------------- | --------------------------------- | --- | ------------------------------------------------------------------------------- |
|                  |                   |                                   | |                                                                                 |
| 26 novembre 1839 | 9 août 1848       | Félix Lowasy de Loys de Loinville | Sous-préfet de Lavaur                                                                                                  | Nommé sous-préfet de Saint-Calais                                               |
|                  |                   |                                   | |                                                                                 |
| 17 juillet 1871  | 24 mai 1877       | Ode De broqua                     | Sous-préfet de Lombez                                                                                                  | Nommé sous-préfet de Baume-les-Dames                                            |
| 30 décembre 1877 | 15 décembre 1880  | Ode De broqua                     | Sous-préfet de Sancerre                                                                                                | Nommé sous-préfet de Sarlat                                                     |
| 15 décembre 1880 | 18 octobre 1887   | Bernard Faget                     | Sous-préfet de Tonnerre                                                                                                | Nommé sous-préfet de Céret                                                      |
| 18 octobre 1887  | 31 décembre 1892  | Guillaume Ducau                   | Conseiller de préfecture de Maine-et-Loire                                                                             | Nommé sous-préfet d'Argelès                                                     |
| 19 janvier 1893  | 10 avril 1894     | Léon Amiel                        | | Nommé sous-préfet de Saint-Amand                                                |
| 10 avril 1894    | 13 février 1897   | Henry Niord                       | Sous-préfet de Marvejols                                                                                               | Nommé sous-préfet de Forcalquier                                                |
| 13 février 1897  | 5 septembre 1904  | Jean Duprat                       | Conseiller de préfecture de la Loire                                                                                   | Nommé sous-préfet de Dax                                                        |
|                  |                   |                                   | |                                                                                 |
| 21 février 1909  | 28 février 1909   | François Périlhou                 | | Mis en disponibilité sur sa demande                                             |
| 28 février 1909  | 3 mars 1914       | Ange Benedetti                    | Sous-préfet de Quimperlé                                                                                               | Nommé sous-préfet de Grasse                                                     |
| 3 mars 1914      | 5 décembre 1917   | Jean Vigouroux                    | Sous-préfet de Remiremont                                                                                              | Appelé à d'autres fonctions                                                     |
| 5 décembre 1917  | 17 février 1918   | Jules Crabol                      | Secrétaire général de la préfecture du Gers                                                                            | Nommé sous-préfet de Charolles                                                  |
| 17 février 1918  | 3 mars 1919       | Edmond Richard                    | Sous-préfet de Pont-l'Évêque, puis mobilisé pour la guerre sur sa demande                                              | Nommé sous-préfet de Montélimar                                                 |
| 3 mars 1919      | 10 avril 1920     | Jules Crabol                      | Secrétaire général de la préfecture du Gers                                                                            | Nommé sous-préfet de Charolles                                                  |
| 10 avril 1920    | 8 septembre 1924  | Raymond Jammes                    | Secrétaire général de la préfecture de la Vendée                                                                       | Nommé sous-préfet de Villefranche-de-Rouergue                                   |
|                  |                   |                                   | |                                                                                 |
| 12 février 1940  | 30 octobre 1940   | André Allezaix                    | Chef de cabinet du préfet des Landes                                                                                   | Sous-préfet par intérim. Nommé secrétaire général de la préfecture de la Vendée |
|                  |                   |                                   | |                                                                                 |
| 3 juillet 1945   | 24 avril 1946     | Bernard Couzier                   | A la disposition du préfet de la région d'Angers                                                                       | Nommé secrétaire général de la préfecture du Gers                               |
| 20 août 1946     | 20 juin 1950      | Pierre Brunon                     | Déporté en Allemagne (Neuengamme, Theresienstadt, Breschaln) (1944-1945). Mis à la disposition du préfet de la Moselle | Délégué dans les fonctions. Nommé Secrétaire général de Tarn-et-Garonne         |
|                  |                   |                                   | |                                                                                 |
| 15 mars 1954     | 20 février 1959   | Jacques Chartron                  | Chef de cabinet du préfet du Gers                                                                                      | Nommé chef de cabinet du préfet d'Alger                                         |
|                  |                   |                                   | |                                                                                 |
|                  | 24 mai 1994       | Jean-Marie Ballet                 | | Nommé sous-préfet de Sarlat-la-Canéda                                           |
| 27 juillet 1994  | 16 septembre 1996 | Eric Lebegue                      | Sous-préfet de Vouziers                                                                                                | Redevient commissaire principal de police                                       |
| 18 octobre 1996  | 23 juillet 1998   | Gérard Gavory                     | Administrateur civil                                                                                                   | Nommé secrétaire général de la préfecture des Alpes-de-Haute-Provence           |
| 9 novembre 1998  | 11 avril 2001     | Marc de La Forest-Divonne         | Administrateur civil                                                                                                   | Nommé secrétaire général de la préfecture des Ardennes                          |
| 11 avril 2001    | 1er août 2003     | Eléodie Sches                     | Directrice du cabinet du préfet de la région Bourgogne, préfet de la Côte-d'Or                                         | Nommée sous-préfète de Gourdon                                                  |
| 26 mars 2004     | 20 novembre 2007  | Marie-Paule Demiguel              | Directrice du cabinet du préfet des Vosges                                                                             | Cesse ses fonctions sur sa demande                                              |
| 24 janvier 2008  | 6 janvier 2010    | Benjamin Blanchet                 | Conseiller du corps des tribunaux administratifs et des cours administratives d'appel                                  | Cesse ses fonctions sur sa demande                                              |
| 1er février 2010 | 16 décembre 2011  | Michel Borello                    | Directeur d'hôpital | Cesse ses fonctions sur sa demande                                              |
| 16 février 2012  |                   | Pierre Coron                      | Sous-préfet de Castellane                                                                                              |                                                                                 |
| 9 août 2013      | 2 septembre 2015  | Armelle de Ribier                 | Administratrice civile                                                                                                 | Cesse ses fonctions sur sa demande                                              |
| 14 décembre 2015 | 31 juillet 2018   | Anne Laybourne                    | Ingénieur en chef des ponts, des eaux et des forêts                                                                    | Nommée directrice de cabinet du préfet de l'Aude                                |
| 4 décembre 2018  | 17 août 2021      | Delphine Grail-Dumas              | Architecte et urbaniste de l'Etat en chef                                                                              |                                                                                 |
| 26 août 2021     | 20 juillet 2023   | Emeline Barrière                  | | Nommée directrice de cabinet du préfet des Côtes-d'Armor                        |
| 21 juillet 2023  |                   | Raphaël Farges                    | Conseiller du corps des tribunaux administratifs et cours administratives d'appel                                      |                                                                                 |